# 'Ndrina Carvelli
I Carvelli sono una 'ndrina originaria di Petilia Policastro, in provincia di Crotone, con collegamenti anche a Milano, nel quartiere Quarto Oggiaro e a Torino, in particolare nell'alto canavese dove finì in manette Luigi Carvelli (classe 1993) residente a Castellamonte, con l'accusa di spaccio: con l'aiuto dei suoi fedelissimi, aveva creato un vero e proprio mercato della droga h24, con il monopolio assoluto delle piazze di spaccio. Molti gruppi distaccati da esso vedevano in lui un benefattore per il suo modo di agire. Sarebbero alleati dei Trovato e dei Comberiati-Garofalo di Petilia Policastro.

## Fatti recenti
- Nel 2005 in un'operazione antidroga dei Carabinieri vengono arrestati Antonio Catanzaro "Ferrofilato" e Salvatore Carvelli (detto "'u scellerato"), inseriti in una cosca di Petilia Policastro che dagli anni Novanta in poi aveva trasferito i propri interessi nel nord Italia e in particolare nell'hinterland milanese[1].
- Nel 2006 la Corte di cassazione conferma l'ergastolo per Vincenzo Scandale e Aldo Carvelli, calabresi residenti a Milano, accusati di un duplice omicidio nell'ambito di una vendetta della 'ndrangheta[2].
- Francesco Carvelli viene ucciso in un grande parco a Garbagnate Milanese, in provincia di Milano, nel settembre 2007: secondo la ricostruzione degli inquirenti il giovane è stato fintamente arrestato da tre uomini vestiti da poliziotti, portato in quella zona isolata e poi ucciso con vari colpi alla testa e alla nuca, esplosi a distanza ravvicinata[3]. Era il nipote di Mario Carvelli[4].
- Nel 2008 a Milano viene colpita una rete dedita allo spaccio di stupefacenti nel quartiere di Quarto Oggiaro: il gruppo di malviventi era capeggiato dal clan dei Carvelli. Capo dell'organizzazione è ritenuto Mario Carvelli il quale, secondo l'ordinanza di custodia cautelare emessa dal gip di Milano Guido Salvini, aveva organizzato "un mercato di sostanze stupefacenti, soprattutto cocaina, a cielo aperto"[4][5].

## Diramazioni varie
È nota la diramazione di Peppino Carvelli e Giuseppina Carvelli, e quella di Annina Carvelli e Luigi Carvelli (deceduto più di dieci anni fa), che hanno dato vita ad altre famiglie sparse nel Nord Italia (Piemonte e Lombardia) dall'unione di diverse famiglie di Carvelli. A Petilia Policastro esistono almeno tre famiglie di Carvelli una diversa dall'altra che in alcuni casi come quelli elencati sopra si sono unite tra loro.

## Etimologia
Il nome Carvelli deriva da Kartvali, popolazione del Caucaso. Kartvali sono gli abitanti dell'attuale Georgia. Si stima che intorno al 1400 alcuni nomadi di origine caucasica si siano spinti fino in Calabria.